# Brigitte Mira

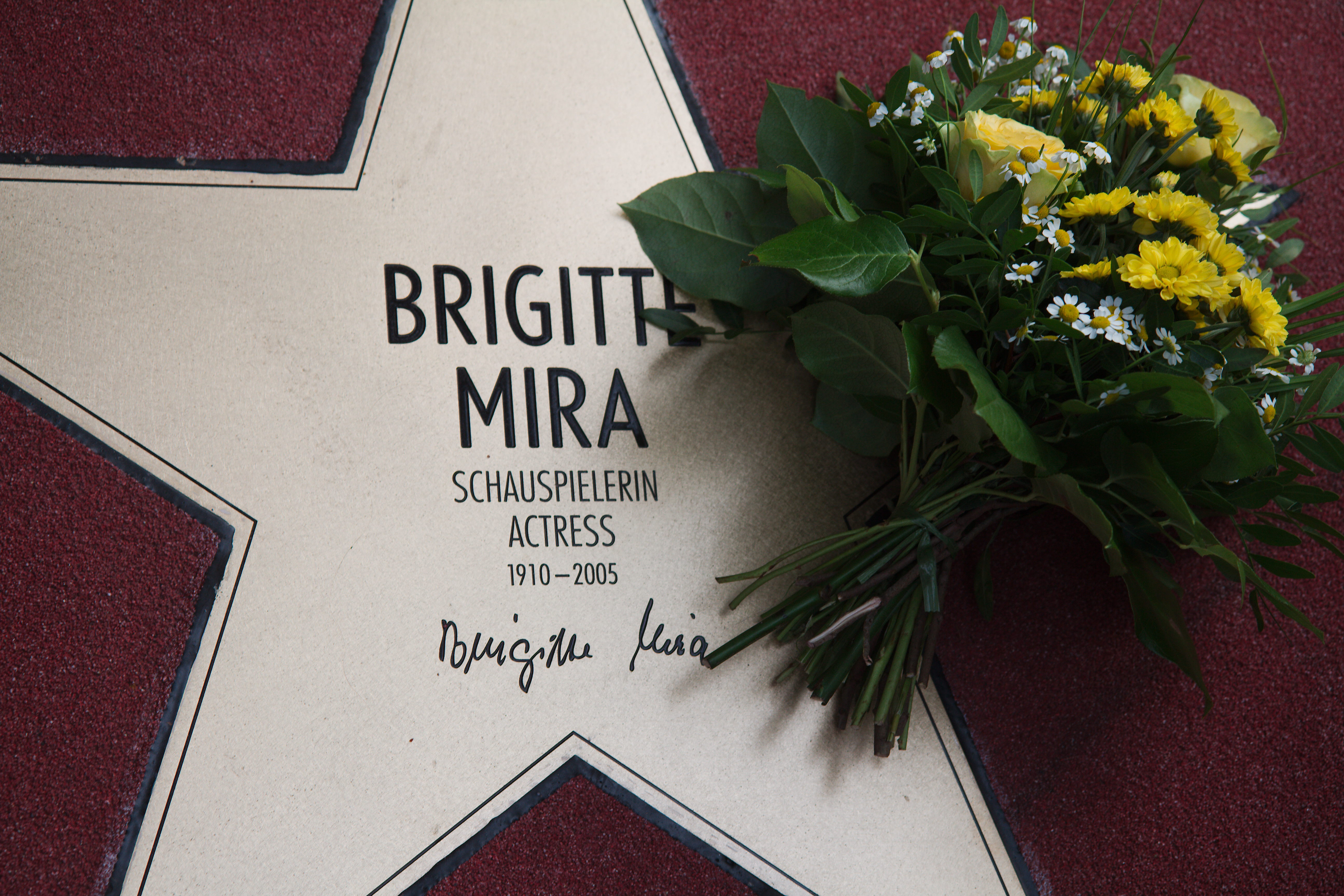
Stern für Brigitte Mira auf dem Boulevard der Stars

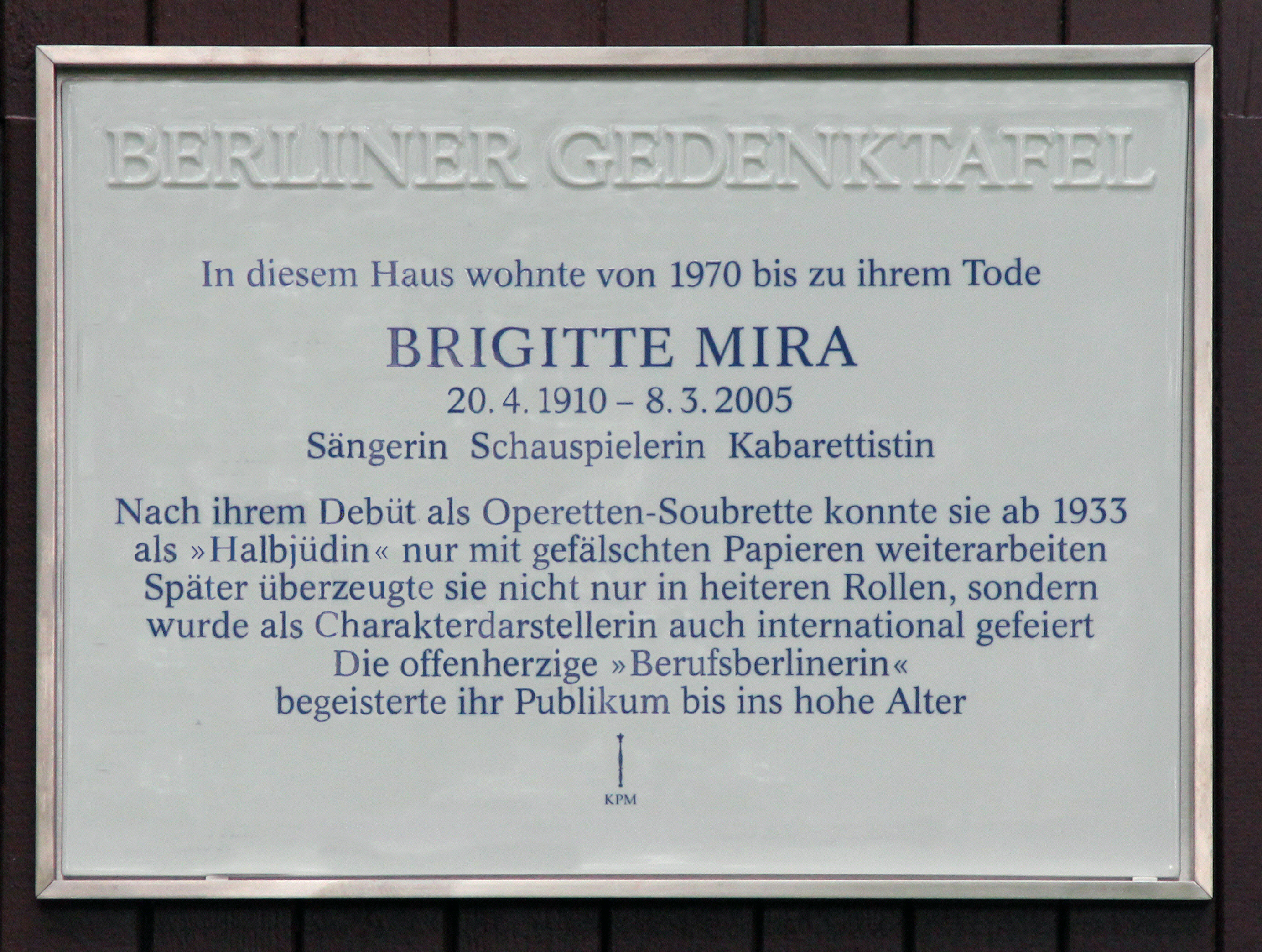
Berliner Gedenktafel am Haus Koenigsallee 83 in Berlin-Grunewald

Brigitte Mira (* 20. April 1910 in Hamburg als Elisabeth Wally Stramm; † 8. März 2005 in Berlin) war eine deutsche Volksschauspielerin, Kabarettistin sowie Chanson- und Operettensängerin. Sie war bekannt als Berliner Original aus Fernsehserien wie Drei Damen vom Grill, Drüben bei Lehmanns sowie durch die Hauptrolle in Fassbinders Melodram Angst essen Seele auf, für die sie 1974 den Deutschen Filmpreis als beste weibliche Hauptdarstellerin erhielt.

## Leben und Werk
Brigitte Mira war die Tochter des aus Russland eingewanderten Pianisten Siegfried Stramm (Siegfried Mira) und seiner Ehefrau Elisabeth, geborene Sträßer. Sie wuchs in Düsseldorf auf und begann im Alter von acht Jahren eine Ballett- und Gesangsausbildung. In der Spielzeit 1928/29 war sie als Gruppentänzerin unter dem Namen „Valencia Stramm“ am Städtischen Theater Düsseldorf engagiert und wechselte mit fast der ganzen Düsseldorfer Tanztruppe zur nächsten Spielzeit als Mitglied des Tanzchors an das Opernhaus Köln, wo sie u. a. an der weltweit ersten Aufführung von Igor Strawinskis Le sacre du printemps außerhalb der Ballets Russes mitwirkte. Ende der 1920er Jahre debütierte sie als Sängerin in der Rolle der Esmeralda in Friedrich Smetanas Die verkaufte Braut in Köln. Dem ersten Engagement als Soubrette – ab jetzt für mehrere Jahre unter dem Namen „Gitta Mira“ – in Bremerhaven 1931 folgten weitere Engagements an deutschsprachigen Theatern, unter anderem 1931 am Operettentheater Leipzig, 1932 und 1933 in Reichenberg mit Sommerverpflichtungen nach Kolberg und Marienbad, 1934 an den Städtischen Bühnen Graz und von 1935 bis 1939 am Kieler Stadttheater, wo sie mit Stars wie Richard Tauber, Fritzi Massary, Leo Slezak und Lizzi Waldmüller auf der Bühne stand. In Hamburg war Mira 1939 in der deutschen Erstaufführung von Franz Lehárs Operette Giuditta zu sehen. Brigitte Mira kam 1941 nach Berlin und arbeitete am Theater am Schiffbauerdamm. Dort entdeckte Willi Schaeffers ihr komisches Talent und holte sie ans Kabarett der Komiker.
Ihre ersten Erfahrungen beim Film sammelte Mira, die nach den NS-Rassegesetzen als „Halbjüdin“ galt, dies jedoch mit falschen Papieren verbarg, in der als NS-Propaganda gedachten Kurzfilmreihe Liese und Miese, die im Beiprogramm zur Deutschen Wochenschau in den Lichtspielhäusern lief. Dabei war die Volksgenossin Liese, dargestellt von Gerhild Weber, die Gute, die sich im Sinne der Nazi-Propaganda richtig verhielt, während die „Miese“, dargestellt von Mira, alles falsch machte, Feindsender hörte, über Lebensmittelknappheit schimpfte und sich mit Spionen einließ. Miras Darstellungstalent sorgte dafür, dass Miese dem Publikum besser gefiel als Liese, sodass das Propagandaministerium die Serie nach zehn Folgen absetzte. Mira wurde 1944 in die Gottbegnadeten-Liste aufgenommen.
Nach Kriegsende spielte Mira am Theater am Schiffbauerdamm, in Inszenierungen von Walter Felsenstein zunächst am Hebbel-Theater, später an der Komischen Oper in Berlin und hatte Gesangsrollen bei diversen Hörfunkanstalten, darunter in zahlreichen Operetten beim Bayerischen Rundfunk. Ihre offene, unverblümte Art brachte sie auch auf Kabarettbühnen, unter anderem in Klaus Günter Neumanns Kabarettteater am Nollendorfplatz und bei Günter Neumanns Die Insulaner.
Ihr Spielfilmdebüt hatte Mira 1948 in einer kleinen Rolle in der Nachkriegs-Satire Berliner Ballade mit Gert Fröbe als Otto Normalverbraucher. Neben ihrer Bühnentätigkeit in musikalischen Lustspielen und Volksstücken wirkte sie ab den 1950er Jahren in Schlagerfilmen und Filmkomödien mit. Lange Zeit auf Nebenrollen als komische Tante oder Haushälterin festgelegt, galt sie in Operetten, Singspielen und Unterhaltungssendungen im Fernsehen als „Soubrette vom Dienst“.

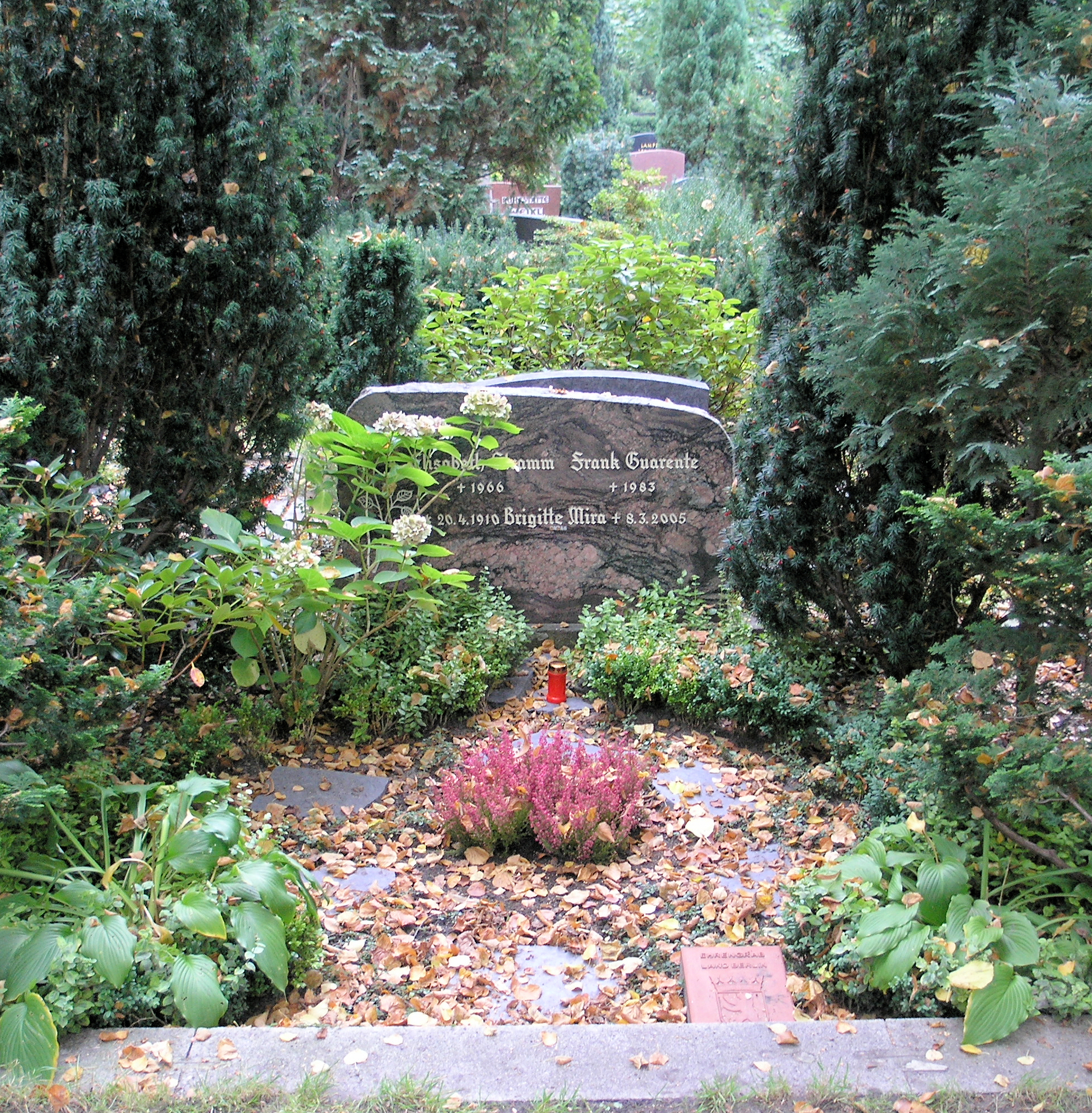
Ehrengrab, Fürstenbrunner Weg 65–67, in Berlin-Westend (Grablage: E II-G 9a/b/c)

Rainer Werner Fassbinder entdeckte Mira 1972 am Schauspielhaus Bochum, wo sie unter der Leitung von Peter Zadek spielte, und verhalf ihr mit dem Film Angst essen Seele auf zu ihrem Durchbruch als international anerkannte Charakterdarstellerin. Bei den Filmfestspielen von Cannes 1974 für ihre Rolle als verwitwete Putzfrau, die sich in einen zwanzig Jahre jüngeren Marokkaner verliebt, gefeiert, wurde Mira im selben Jahr auch mit dem Deutschen Filmpreis als beste Darstellerin ausgezeichnet. Dem Fernsehpublikum war sie vor allem als Oma Färber in der beliebten Vorabendserie Drei Damen vom Grill bekannt, die von 1977 bis 1991 produziert wurde.
Mira wurde 1989 für ihr langjähriges und hervorragendes Wirken im deutschen Film mit dem Filmband in Gold geehrt. Noch 1998 hatte sie auf der Jubiläumsgala anlässlich des 50-jährigen Bestehens der Komischen Oper in Berlin einen bejubelten Auftritt. Ende der 1990er Jahre ging Mira, die ihr wahres Alter nicht preisgab und angeblich ewig 69 Jahre alt blieb, mit Evelyn Künneke und Helen Vita mit dem selbstironischen Chansonabend Drei alte Schachteln, initiiert und begleitet von Frank Golischewski, auf Tournee. Diese endete wegen Vitas Tod im Februar 2001. Kurz darauf starb auch Künneke, und Mira, über zehn Jahre älter als die beiden Kolleginnen, stellte ein eigenes Soloprogramm zusammen. Damit trat sie unter anderem im Theater Madame Lothár in Bremen auf, wo sie im Juni 2002 auch an einer Galashow anlässlich des zehnjährigen Theaterjubiläums teilnahm. Im Jahr 2000 wirkte Mira in Rosa von Praunheims Film Für mich gab’s nur noch Fassbinder mit.
Brigitte Mira verkörperte – ähnlich wie Günter Pfitzmann und Harald Juhnke, die mit ihr in Drei Damen vom Grill spielten – wie kaum eine andere Schauspielerin das alte West-Berlin. Der Kulturjournalist Hellmuth Karasek nannte sie eine „Ikone des Berliner Selbstbewußtseins, das sich aus Selbstironie wie aus Emanzipation speist“, The Guardian „the archetypal funny old Berlinerin with a heart.“ Am 13. Oktober 2004 erlitt Mira einen Schwächeanfall, von dem sie sich nicht mehr erholte. Sie starb am 8. März 2005 im Alter von 94 Jahren und wurde am 16. März 2005 auf dem Luisenfriedhof III am Fürstenbrunner Weg in Berlin-Westend beigesetzt. Ihre Grabstätte gehört zu den Ehrengräbern der Stadt Berlin.

## Privates
Brigitte Mira war fünf Mal verheiratet, in erster Ehe 1939 mit dem Schauspieler Peter Schütte, in zweiter Ehe 1941 mit dem Intendanten Paul Cornelius. Ihre beiden Söhne, Thomas (* 1950 oder 1951) und Robert (1949–2014), stammen aus Miras dritter Ehe mit dem Reporter Reinhold Tabatt. Auch die vierte Ehe mit einem Ingenieur wurde geschieden. 1974 heiratete sie schließlich den Regisseur Frank Guarente, mit dem sie bis zu dessen Tod im Jahr 1983 verheiratet war und mehr als 25 Jahre zusammenlebte. Später, bereits hochbetagt, gab sie an, mit einem jüngeren Geliebten zusammenzuleben.

## Filmografie
- 1943: Liese und Miese (propagandistische Wochenschaukurzfilme)
- 1948: Berliner Ballade
- 1957: Und abends in die Scala
- 1958: Wehe, wenn sie losgelassen
- 1958: Der Stern von Santa Clara
- 1958: So ein Millionär hat’s schwer
- 1959: Schlag auf Schlag
- 1959: Du bist wunderbar
- 1960: Im Namen einer Mutter
- 1961: Die Marquise von Arcis
- 1962: Ich kann nicht länger schweigen
- 1962: Jedermannstraße 11
- 1962: Bubusch
- 1962: So toll wie anno dazumal
- 1963: Sie schreiben mit (Fernsehserie) (Folge Fortsetzung folgt …)
- 1963: Meine Frau Susanne (Fernsehserie) – Scherben bringen Glück
- 1963: Jack und Jenny
- 1964: Abenteuerliche Geschichten – Das Pilzgericht
- 1965: Unser Pauker (Fernsehserie, 20 Folgen)
- 1966/1968: Wilhelmina (Fernsehserie, 5 Folgen)
- 1966: Wie lernt man Reisen?
- 1966: Bei Pfeiffers ist Ball
- 1968: Der Partyphotograph
- 1970: Das Stundenhotel von St. Pauli
- 1970: Drüben bei Lehmanns
- 1971: Zwanzig Mädchen und die Pauker
- 1971: Wir hau’n den Hauswirt in die Pfanne
- 1972: Der Fall Opa
- 1972/73: Acht Stunden sind kein Tag
- 1973: Die Zärtlichkeit der Wölfe
- 1973: Sechs unter Millionen (Fernsehserie, 13 Folgen)
- 1974: 1 Berlin-Harlem
- 1974: Angst essen Seele auf
- 1974: Ehrenhäuptling der Watubas
- 1974: Jeder für sich und Gott gegen alle
- 1975: Wie ein Vogel auf dem Draht
- 1975: Angst vor der Angst (Fernsehfilm)
- 1975: Faustrecht der Freiheit
- 1975: Mutter Küsters’ Fahrt zum Himmel
- 1975: Der Geheimnisträger
- 1976: Jeder stirbt für sich allein
- 1976: Satansbraten
- 1976: Chinesisches Roulette
- 1976: Anita Drögemöller und die Ruhe an der Ruhr
- 1976: Die Unternehmungen des Herrn Hans
- 1977: Adolf und Marlene
- 1977: MS Franziska (Fernsehserie, eine Folge)
- 1976–1991: Drei Damen vom Grill (Fernsehserie)
- 1978: Die Frau gegenüber
- 1979: Leute wie du und ich (Fernsehserie)
- 1979: Derrick – Ein Todesengel
- 1979: Die Protokolle des Herrn M. – Schlesier-Grete (Fernsehserie)
- 1979–1987: Locker vom Hocker (Oder: Es bleibt schwierig, Comedyreihe, 20 Folgen)
- 1980: Fabian
- 1980: Primel macht ihr Haus verrückt
- 1980: Berlin Alexanderplatz
- 1980: 101 Dalmatiner (neue Synchronfassung)
- 1980: Lili Marleen
- 1981: Nach Mitternacht
- 1981: Cap und Capper (Zeichentrick, Synchronstimme)
- 1981: Kein Reihenhaus für Robin Hood
- 1982: Ab in den Süden
- 1982: Trouble im Penthouse
- 1982: Kamikaze 1989
- 1982: Zwei Tote im Sender und Don Carlos im PoGl
- 1982: Die Krimistunde (Fernsehserie, Folge 3, Episode: Verwirrung)
- 1982: Die Murmel
- 1982: Leben im Winter
- 1982: Drei gegen Hollywood
- 1983: Die wilden Fünfziger
- 1983: Der Tod kommt durch die Tür
- 1983: Geschichten aus der Heimat (Fernsehserie) Episode: Das Silvesterbaby
- 1983: Das Traumschiff: Kenia
- 1984: Sigi, der Straßenfeger
- 1985: Einmal Ku’damm und zurück
- 1986: Wenn der Wind weht (Zeichentrick, Synchronstimme)
- 1986: Was zu beweisen war
- 1986: Vicky und Nicky
- 1986: Der Schwarzwald (Kurzfilm)
- 1986: Die Krimistunde (Fernsehserie, Folge 22, Episode: Glückwunschkonzert)
- 1986: Unternehmen Köpenick (Fernsehserie)
- 1986: Tödliche Liebe
- 1986–1991: Die Wicherts von nebenan (Fernsehserie)
- 1987: Ein Fall für zwei (Fernsehserie, Folge 53, Episode: … zum Tode verurteilt)
- 1988: Im Schatten der Angst
- 1988: Ein Fall für zwei (Fernsehserie, Folge 58, Episode: Tödliche Versöhnung)
- 1989: Derrick – Die blaue Rose
- 1990: Rosamunde
- 1989: Spreepiraten
- 1990: Praxis Bülowbogen – Unerwartete Begegnungen
- 1991: Eine Dame mit Herz – teils bitter, teils süß
- 1991: Mörderische Entscheidung
- 1991: Gesucht wird Ricki Forster (Mehrteiler)
- 1992: Gute Zeiten, schlechte Zeiten (Gastrolle)
- 1993: Die Spur führt ins Verderben
- 1993: Der Showmaster
- 1993: Klippen des Todes
- 1994: Cafe Scandal
- 1995: Kanzlei Bürger (Fernsehserie)
- 1995: Glück auf Raten (Fernsehfilm)
- 1996: Willi und die Windzors
- 1999: Großstadtrevier – Abrakadabra (Staffel 13, Folge 5)
- 1999: Dr. Sommerfeld – Neues vom Bülowbogen – Der Traum vom Süden
- 1999: Der Clown – Mayday
- 2000: Streit um drei
- 2000: Ein lasterhaftes Pärchen
- 2000: Für mich gab’s nur noch Fassbinder
- 2001: Aszendent Liebe
- 2002: Angst isst Seele auf, Kurzfilm
- 2004: War’n Sie schon mal in mich verliebt? (Dokumentarfilm)
- 2004: In aller Freundschaft – Vergesslichkeiten

## Theater
- 1948: David Kalisch: 100000 Taler (Dienstmädchen) – Regie: Walter Gross (Theater am Schiffbauerdamm Berlin)

## Hörspiele (Auswahl)
- 1955: Walter Niebuhr: Der echte Eckensteher. Ein Einakter um das Berliner Original Nante (Köchin) – Regie: Hans Henjes (RB)
- 1957: Henry Jessen, Hans Weigel: Herr Knigge beschwert sich – Komposition: Franz Ort (RB)
- 1963: Horst Pillau: Ein Volk sieht fern oder Der Tod spielt rechtsaußen. Ein frei erfundener Tatsachenbericht über die Ereignisse rund um ein Kriminalfernsehspiel – Regie: Günther Schwerkolt (SDR / SFB)
- 1979: Dorothea Macheiner: Reviere – Regie: Hans Bernd Müller (SFB)
- 1983: Werner E. Hintz: Die Töchter der Madame Dutitre. Damals war’s – Geschichten aus dem alten Berlin (Madame Dutitre) (Geschichte Nr. 36 in 10 Folgen) – Regie: Horst Kintscher (RIAS Berlin)[5]
- 1986: Ursula Drews [nach einer Idee von Werner E. Hintz]: Fünf Müllers und eine Million. Damals war’s – Geschichten aus dem alten Berlin (Frau Babette Dröhmer, Nachbarin) (Geschichte Nr. 39 in 8 Folgen) – Regie: Horst Kintscher (RIAS Berlin)[5]
- 2003: Michael Ebmeyer: Henry Silber geht zu Ende (Brigitte Guarente) –  Regie: Paul Plamper, Nils Kacirek (WDR)

## Auszeichnungen

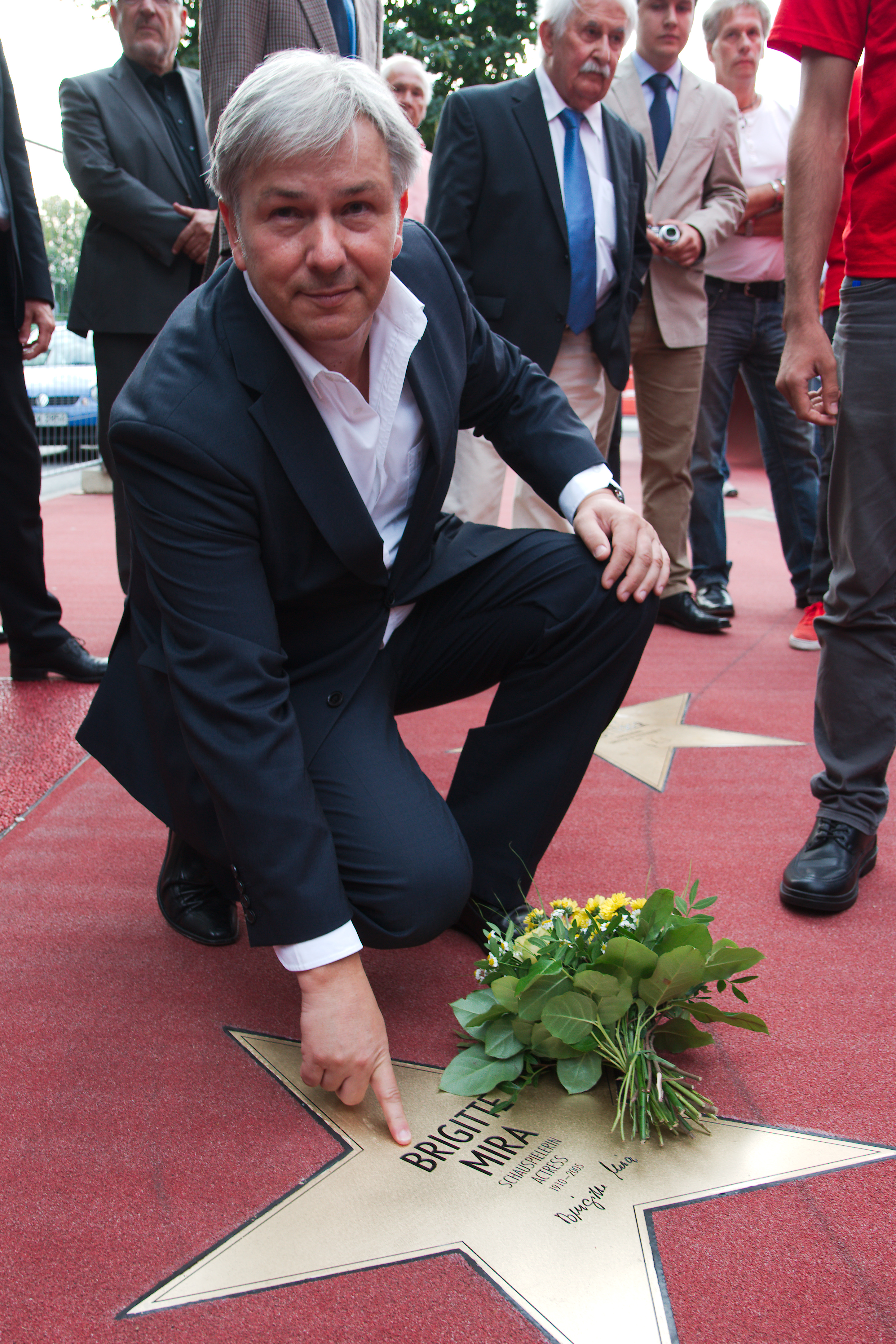
Einweihung von Miras Stern auf dem Boulevard der Stars in Berlin mit Bürgermeister Klaus Wowereit (2012)

- 1974: Deutscher Filmpreis für ihre darstellerische Leistung in Angst essen Seele auf
- 1981: Verdienstkreuz Erster Klasse des Verdienstordens der Bundesrepublik Deutschland
- 1989: Filmband in Gold für ihr langjähriges und hervorragendes Wirken im deutschen Film
- 1992: Bambi
- 1995: Großes Verdienstkreuz des Verdienstordens der Bundesrepublik Deutschland
- 1996: Verdienstorden des Landes Berlin
- 1999: Silbernes Blatt der Dramatiker Union
- 2000: Goldene Kamera für ihr Lebenswerk
- 2003: Goldener Wuschel von Brisant für ihr Lebenswerk
- 2005: Berliner Bär (B.Z.-Kulturpreis) für ihr Lebenswerk
- 2012: Stern auf dem Boulevard der Stars in Berlin